# Finał Pucharu Polski w piłce nożnej 1975
Finał Pucharu Polski w piłce nożnej 1975 – mecz piłkarski kończący rozgrywki Pucharu Polski 1974/1975 oraz mający na celu wyłonienie triumfatora tych rozgrywek, który został rozegrany 1 maja 1975 roku na Stadion Cracovii Kraków w Krakowie, pomiędzy Stalą Rzeszów a rezerwami ROW Rybnik. Trofeum po raz 1. wywalczyła Stal Rzeszów, która uzyskała tym samym prawo gry w Pucharze Zdobywców Pucharów 1975/1976.

## Droga do finału
| Stal Rzeszów | Stal Rzeszów      | Stal Rzeszów | Runda          | ROW II Rybnik | ROW II Rybnik   | ROW II Rybnik |
| Data         | Przeciwnik        | Wynik        | Runda          | Data          | Przeciwnik      | Wynik         |
| ------------ | ----------------- | ------------ | -------------- | ------------- | --------------- | ------------- |
| 11.08.1974   | Kolejarz Prokocim | 3:0          | Pierwsza runda | 11.08.1974    | Metal Kluczbork | 1:0           |
| 03.11.1974   | Szombierki Bytom  | 2:1          | 1/16 finału    | 03.11.1974    | Legia Warszawa  | 3:2           |
| 20.11.1974   | ROW Rybnik        | 1:0 pd.      | 1/8 finału     | 20.11.1974    | Polonia Bytom   | 1:0           |
| 04.12.1974   | Stal Mielec       | 2:0          | Ćwierćfinał    | 08.12.1974    | Lech Poznań     | 2:1           |
| 02.03.1975   | Pogoń Szczecin    | 3:0 pd.      | Półfinał       | 12.03.1975    | Górnik Zabrze   | 2:1           |

## Tło
W finale rozgrywek zmierzyli się ze sobą kluby spoza ekstraklasy: Stal Rzeszów i rezerwy ROW Rybnik. Dla obu klubów była to jedyna szansa na występ w europejskich pucharach.

## Mecz

### Przebieg meczu
Mecz odbył się 1 maja 1975 roku, w Święto Pracy na Stadionie Cracovii Kraków w Krakowie. Sędzia głównym spotkania był Jan Łazowski. Oba kluby nie zaprezentowały dobrej postawy w meczu, były bardziej nastawione na obronę własnych bramek. Co prawda rezerwy ROW Rybnik zdobyły gola na początku meczu, jednak nie został on uznany z powodu faulu. W pierwszej połowie przewagę w grze miał Stal Rzeszów.
W drugiej połowie, 48. minucie zawodnik rezerw ROW Rybnik, Edward Lorens podał do Stanisława Sobczyńskiego, który miał okazję do zdobycia gola, jednak ten strzelił z bliskiej odległości wysoko nad poprzeczką. Ponieważ regulaminowy czas i dogrywka nie przyniosła rozstrzygnięcia, konieczne było rozegranie serii rzutów karnych, w której odbyło się sporo emocji oraz zakończyła się wygraną Stali Rzeszów 3:2.

### Szczegóły meczu
| 1 maja 1975 16:00                                 | Stal Rzeszów | 0:0 (Dogrywka) k. 3:20:0Raport                   | ROW II Rybnik | Stadion Cracovii Kraków, Kraków Widzów: 15 000 Sędzia: Jan Łazowski (Warszawa) |
|                                                   |              |                                                  |               |                                                                                |
|                                                   |              | Rzuty karne                                      |               |                                                                                |
| Napieracz · Krawczyk · Blaga · Krysiński · Dziama |              | Golla · Błachut · Grzmil · Kaczmarczyk · Grzonka |               |                                                                                |

| Stal Rzeszów    |  |                     |  |      |
|                 |  |                     |  |      |
|                 |  |                     |  |      |
| BR              |  | Henryk Jałocha      |  |      |
| OB              |  | Piotr Blaga         |  |      |
| OB              |  | Jan Gawlik          |  |      |
| OB              |  | Józef Rosół         |  |      |
| OB              |  | Bolesław Biel (c)   |  |      |
| PO              |  | Tadeusz Michaliszyn |  |      |
| PO              |  | Józef Janiszewski   |  |      |
| PO              |  | Marian Kozerski     |  | 90'  |
| PO              |  | Zdzisław Napieracz  |  |      |
| NA              |  | Czesław Miller      |  | 100' |
| NA              |  | Janusz Krawczyk     |  |      |
| Rezerwowi       |  |                     |  |      |
| PO              |  | Tadeusz Krysiński   |  | 90'  |
| NA              |  | Andrzej Dziama      |  | 100' |
| Trener:         |  |                     |  |      |
| Joachim Krajczy |  |                     |  |      |

| ROW II Rybnik    |  |                        |  |     |
|                  |  |                        |  |     |
| BR               |  | Jerzy Fojcik           |  |     |
| OB               |  | Henryk Grzonka         |  |     |
| OB               |  | Józef Golla (c)        |  |     |
| OB               |  | Eugeniusz Herman       |  |     |
| OB               |  | Stanisław Sobczyński   |  |     |
| PO               |  | Bolesław Buchalik      |  | 46' |
| PO               |  | Ryszard Błachut        |  |     |
| PO               |  | Franciszek Kaczmarczyk |  |     |
| PO               |  | Henryk Wita            |  | 90' |
| NA               |  | Emil Szymura           |  |     |
| NA               |  | Andrzej Frydecki       |  |     |
| Rezerwowi:       |  |                        |  |     |
| PO               |  | Edward Lorens          |  | 46' |
| PO               |  | Ryszard Grzmil         |  | 90' |
| Trener:          |  |                        |  |     |
| Edward Jankowski |  |                        |  |     |

| Puchar Polski w piłce nożnej 1974/1975 Zwycięzcy |
| ------------------------------------------------ |
| Stal Rzeszów 1. Tytuł                            |